# Günter Dietrich
Günter Dietrich (Berlino, 15 novembre 1911 – Kiel, 2 ottobre 1972) è stato un geografo tedesco  specializzato in oceanografia.
Docente all'università di Kiel, fu autore del basilare trattato Oceanografia generale (1957). Scrisse anche molti articoli sul tema delle correnti oceaniche.